# Матчи сборной Санкт-Петербурга по футболу (1908)
Сезон 1908 года стал седьмым в истории сборной Санкт-Петербурга по футболу.
В нём сборная провела 2 матча — оба товарищеские междугородние со сборной Москвы.

## Классификация матчей
По установившейся в отечественной футбольной истории традиции официальными принимаются
- Все соревновательные матчи[К 4] официальных турниров — чемпионатов СССР, Российской империи и РСФСР — во времена, когда они проводились среди сборных городов (регионов, республик), и сборная Санкт-Петербурга (Ленинграда) была субъектом этих соревнований; к числу таковых относятся также матчи футбольных турниров на Спартакиадах народов СССР 1956 и 1979 года.
- Междугородние товарищеские игры сборной сильнейшего состава без формальных ограничений[К 5] с адекватным по статусу соперником. Матчи с клубами Санкт-Петербурга и других городов, со сборными не сильнейшего состава и д.п. составляют другую категорию матчей.
- Международные матчи с соперниками топ-уровня — в составах которых выступали футболисты, входившие в национальные сборные либо выступавшие в чемпионатах (лигах) высшего соревновательного уровня своих стран — как профессионалы, так и любители[К 6]. Практиковавшиеся (в основном, в 1920—1930-х годах) международные матчи с так называемыми «рабочими» и им подобными по уровню командами, состоявшими, как правило, из неконкурентоспособных игроков-любителей невысокого уровня, заканчивавшиеся нередко их разгромными поражениями, отнесены в отдельную категорию матчей.

## Статистика сезона
| 1908      |                                |     |
| МГ 3      | Санкт-Петербург (анг) — Москва | 2:2 |
| МГ 4      | Санкт-Петербург (рус) — Москва | 4:0 |
| Итого     |                                |     |
| И В Н П М |                                |     |
| 2 1 0 6−2 |                                |     |

## Официальные матчи

### 3. Санкт-Петербург — Москва — 2:2
Междугородний товарищеский матч 3 (отчет)

| Санкт-Петербург (англичане) | 2:2 | Москва          |
| --------------------------- | --- | --------------- |
| - Монро ~25′                |     | - 20′ Дж.Чарнок |

| Игрок            | Клуб       |                                 | Вышел на замену | Гол  |
| ---------------- | ---------- | ------------------------------- | --------------- | ---- |
| Браун, Берджиск  | «Нева»     | Серебряный гол · Серебряный гол | 2               | (-2) |
|                  |            |                                 |                 |      |
| Эбсворт, Тед     | «Виктория» |                                 | 2               |      |
| Делл, Александр  | «Нева»     |                                 | 2               |      |
|                  |            |                                 |                 |      |
| Уэбб, А.         | «Невский»  |                                 | 1               |      |
| Тодд, Александр  | «Нева»     |                                 | 1               |      |
| Бьюкенен, Джон   | «Невский»  |                                 | 2               |      |
|                  |            |                                 |                 |      |
| Ривз, Д.         | «Невский»  |                                 | 2               | 1    |
| Филлипс, Джон    | «Невский»  |                                 | 2               |      |
| Монро, Александр | «Невский»  | Гол                             | 1               | 1    |
| Смолл, Виктор    | «Невский»  |                                 | 2               |      |
| Флетчер, Джон    | «Невский»  |                                 | 2               |      |

| Москва         |     |
| -------------- | --- |
| В.Виноградов   |     |
|                |     |
| Роб. Вентцелли |     |
| Паркер         |     |
|                |     |
| А.Скорлупкин   |     |
| Соуп           |     |
| Н.Шашин        |     |
|                |     |
| К.Нэш          |     |
| П.Маршалл      |     |
| Нильсен        |     |
| Дж. Чарнок     | 46' |
| Ф.Розанов      |     |
| Замена         |     |
| Руд. Вентцелли | 46' |

### 4. Санкт-Петербург — Москва — 4:0
Междугородний товарищеский матч 4 (отчет)

| Санкт-Петербург | 4:0 | Москва |
| --------------- | --- | ------ |
|                 |     |        |

| Игрок               | Клуб        |  | Вышел на замену | Гол  |
| ------------------- | ----------- |  | --------------- | ---- |
| Борейша, Пётр       | «Виктория»  |  | 1               | (-0) |
|                     |             |  |                 |      |
| Максимов, Александр | «Националы» |  | 1               |      |
| Ганш, Богдан        | «Спорт»     |  | 1               |      |
|                     |             |  |                 |      |
| Уверский, Алексей   | «Спорт»     |  | 1               |      |
| Хромов, Никита      | «Националы» |  | 1               |      |
| Арсентьев, Виктор   | «Националы» |  | 1               |      |
|                     |             |  |                 |      |
| Егоров, Иван        | «Спорт»     |  | 2               | 1    |
| Евангулов, Богдан   | «Спорт»     |  | 1               |      |
| Петерсен, Эгон      | «Виктория»  |  | 1               |      |
| Никитин, Григорий   | «Спорт»     |  | 1               |      |
| Сорокин, Пётр       | «Спорт»     |  | 2               | 1    |

| Москва         |  |
| -------------- |  |
| В.Виноградов   |  |
|                |  |
| Ромм           |  |
| Паркер         |  |
|                |  |
| А.Скорлупкин   |  |
| Соуп           |  |
| Роб. Вентцелли |  |
|                |  |
| Руд. Вентцелли |  |
| П.Маршалл      |  |
| Нильсен        |  |
| Ф.Розанов      |  |
| К.Нэш          |  |

## Комментарии
1. ↑  К.Есенин указывал для сборной Москвы только междугородние и международные матчи[1]
2. ↑  В реестре матчей сборной Санкт-Петербурга (Петрограда, Ленинграда), опубликованном группой ленинградских историков и статистиков под редакцией Н.Киселёва[2] учтены только междугородние матчи со сборными городов и республик
3. ↑  Г.Калянов предложил разделение матчей на официальные и товарищеские (для сборной Москвы)[3]
4. ↑  в том числе недоигранные и аннулированные, а также сыгранные с неформатными сборными и клубами — все матчи, объявленные как матчи официальных турниров
5. ↑  Матчи второй, третьей и т. д. (дублёров), а также ведомственных (например, сборной профсоюзов) сборных считаются неформатными. Тем не менее, междугородние матчи и «русской», и «английской» сборных Санкт-Петербурга и Москвы начала века, согласно установившейся традиции, учитываются историками[4][5][1] в их реестрах
6. ↑  Тем не менее, несколько международных матчей 1910-х годов с командами, формально не соответствующими строго данному критерию, но в игровом плане нередко подавляюще превосходившими сборные Санкт-Петербурга и Москвы, учтены[6][7] в их реестрах